# 石浜里奈
石浜 里奈（いしはま りな、1986年12月26日 - ）は、日本のフリーアナウンサー。トークナビならびにセントラルジャパン所属。

## 来歴
愛知県稲沢市出身。金城学院中学校・高等学校および金城学院大学卒業。中学・高校時代にはバトントワリング部に所属し、全国大会3位の成績を収めた。大学時代には人間科学部芸術表現療法学科で声楽を学んだ。
大学卒業後、2009年から日本航空名古屋支部（現・ジェイエア）の客室乗務員となり、2011年5月まで同社国内線に乗務していた。
日本航空退社後はNTBに所属し、キャッチネットワークのコミュニティチャンネル契約キャスターを務めていた。また、2011年12月からは中京テレビの契約アナウンサーも務めていた。
その後の結婚を機に、2013年3月をもってキャッチネットワークおよび中京テレビとの契約を終了。同年4月からは主婦業と並行して公立小学校の講師（担当教科：音楽）を務めていたが、後にフリーアナウンサーへ転向。中京テレビ時代の同僚アナウンサー・樋田かおりが設立したトークナビに所属し、企業研修や就職活動の面接指導などを行っている。またセントラルジャパンにも所属し、中京圏のラジオ番組やCMなどに出演している。

## 人物
身長159cm。血液型A型。
バトントワリング検定1級、秘書検定2級、漢字検定2級、赤十字救急法救急員、中学・高校の教員免許（音楽）など様々な資格を持つ。趣味はピアノ、クラシックバレエ、歌、絵画。
長女がいる。

## 担当番組

### キャッチネットワーク
- レッツ!KATCHチャンネル（ナビゲーター）[4]
- サンデーKATCH TIME → ホリデーKATCH TIME （キャスター）[4][5]

### 中京テレビ
- チュウキョ〜くんといっしょ! （りなおねえさん役）
- グッジョブ7 （リポーター）
- news every. 中京テレビローカルパート（リポーター）
- 真相報道 バンキシャ! 中京テレビローカルパート（キャスター）[6]
- NNNストレイトニュース 中京テレビローカルパート
- チュ〜ポン!TV （リポーター）

### フリー転向後
- 吉村功のスポーツ・オブ・ドリーム（ぎふチャンラジオ、アシスタント）[7]
- GLOBAL R-VISION （@FM、アシスタントパーソナリティ）

## その他の主な出演

### CM
- アルペン
- ママスマイル
- 駅前留学NOVA

### 企業ビデオパッケージ
- 田辺三菱製薬
- 中部ビジネスシステム
- 青山高原ウインドファーム

### ミュージカル
- アラビアン・ナイト（俳優館、2014年8月22日・23日・24日、チフルザード役）